# Социальный контроль
Социальный контроль — система процессов и механизмов, обеспечивающих поддержание социально-приемлемых образцов поведения и функционирования социальной системы в целом. Он осуществляется посредством нормативного регулирования поведения людей и обеспечивает следование социальным нормам.

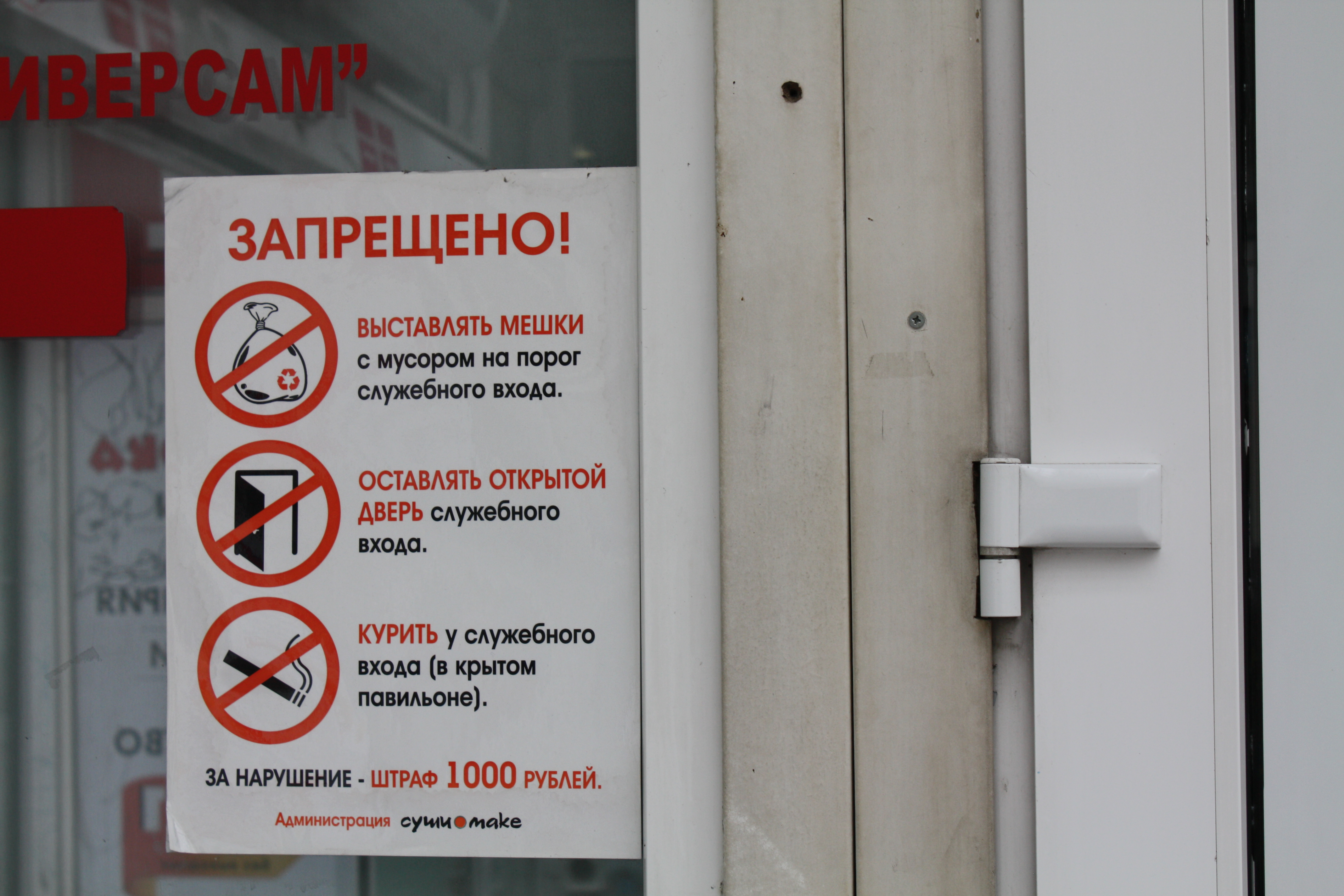
Объявление, содержащее требования, подкрепляемые санкциями — пример социального контроля

Социальный контроль включает систему методов и стратегий, с помощью которых индивид согласовывает своё поведение с социальными предписаниями и ожиданиями окружающих, а общество оценивает и регулирует различные сферы своей жизнедеятельности. В обыденном смысле социальный контроль сводится к системе наблюдения (проверки) за поведением индивида на соответствие требованиям и ожиданиям.

## Этимология слова
Слово «контроль» происходит от фр. contrôle от contrerôle — список, ведущийся в двух экземплярах, что буквально означает «вторичная запись с целью проверки первичной». Пришло оно из бухгалтерского учёта, где первоначально широко использовалось как проверка, сверка записей в бухгалтерских документах.
Однако английский вариант control внёс свои коррективы, придав ему дополнительные смыслы: «управлять», «руководить», «господствовать», «влиять», «владеть», «обладать», например, выражение «ситуация под контролем» (situation under control) означает владение обстановкой, компетентность в данной ситуации, благодаря чему оно стало неотъемлемой частью управленческой деятельности.

## История термина
Социальный контроль — термин, введенный в научный оборот французским социологом и криминологом Габриэлем Тардом. Г. Тард под социальным контролем первоначально понимал способ социальной реабилитации преступника и рассматривал его как средство возвращения преступника к общественно полезной деятельности. В дальнейшем, расширив объем понятия, Г. Тард стал рассматривать социальный контроль как один из факторов «социализации» личности. Американские социологи Г. Росс и Г. Парк, вслед за Г. Тардом, под социальным контролем понимали способы публичного воздействия общества в лице общественности на личность с целью регуляции её поведения и приведения его в соответствие с общепринятыми в данной общности нормами. Социальный контроль, по их мнению, служит достижению и поддержанию стабильности социальной системы.

## Понятие социального контроля
Социальный контроль — целенаправленная деятельность по поддержанию общественного порядка, основанная на проверке (слежении, сравнении, сопоставлении) соответствия функционирования (деятельности, поведения) какого-либо объекта с ожидаемым — нормативно закрепленными или запланированными.

В современной социологической литературе социальный контроль включает такие понятия, как социальные нормы, санкции, власть (управление, регулирование).

Задачами социального контроля являются:
- соизмерение (сопоставления) фактически достигнутых результатов с запланированными (нормативными);
- использование средств и процедур, направленных на оценку проделанной работы,
- выявление отклонений и их причин, их предупреждение,
- применение санкций для устранения выявленных отклонений.

Задача социального контроля также состоит в критическом анализе причин отклонения, разработке мероприятий по их устранению. 
Социальный контроль, по сути, — это процесс, при помощи которого общество, отдельные его сферы, системы управления, подсистемы, социальные единицы определяют, правильны ли их действия или решения, нуждаются ли они в корректировке.
Основные механизмы социального контроля:
1. Механизмы, запускающие процессы побуждения индивидов принимать нормативные требования общества как свои личные, отвечающие своим внутренним установкам (социализация);
2. Механизмы, позволяющие организовывать общественный опыт членов общества (групповое давление);
3. Механизмы, затрагивающие разнообразие  формальных и неформальных санкций  и поощрений (принуждение).

## Формы социального контроля
Социальный контроль может осуществляться в институциональной и неинституциональной формах.
1. Институциональная форма социального контроля реализуется посредством особого, специализирующегося на контрольной деятельности аппарата, представляющего собой совокупность государственных и общественных организаций (органов, учреждений и объединений).
2. Неинституциональная форма социального контроля — особый вид саморегулирования, присущего различным общественным системам, контроль за поведением людей со стороны массового сознания.
Его функционирование основано преимущественно на действии нравственно-психологических механизмов, состоящих из непрерывного мониторинга поведения других людей и оценок соответствия его социальным предписаний и ожиданиям. Человек осознает себя, наблюдая за другими членами общества (организации, группы, общности), постоянно сопоставляя себя с ними, усваивая в процессе социализации определенные нормы поведения. Общество не может существовать без психических реакций, взаимных оценок. Именно благодаря взаимным контактам люди осознают социальные ценности, приобретают социальный опыт и навыки общественного поведения.

Разновидностью институционального социального контроля выступает государственный контроль.Среди видов государственного контроля выделяют: политический, административный и судебный.
- Политический контроль осуществляется теми органами и лицами, которые реализуют полномочия верховной власти. В зависимости от политико-государственного устройства это — парламент, региональные и местные выборные органы. Политический контроль могут в определенной мере осуществлять получившие поддержку большинства народа политические партии, особенно представленные в органах власти.
- Административный контроль осуществляется исполнительными органами всех ветвей власти. Здесь, как правило, реализуется контроль вышестоящих должностных лиц за действиями подчиненных, создаются инспекционные и надзорные органы, которые анализируют выполнение законов, нормативных актов, управленческих решений, изучают эффективность и качество административной деятельности.
- Судебный контроль осуществляют все имеющиеся в распоряжении общества суды: общие (гражданские), военные, арбитражные и конституционный суд.

Однако одному государству сложно реагировать на множество социальных запросов и требований, что приводит к обострению социальных конфликтов, которые деструктивно влияют на характер общественной жизни. Для этого необходимо наличие эффективной обратной связи, обеспечивающей участие граждан в государственном управлении, важным элементом которой является общественный контроль. Поэтому, наряду с государственным контролем, особую форму контроля представляет общественный контроль — публичный контроль со стороны общества в лице общественности, отдельных граждан, социальных организаций и движений, общественного мнения. В современном демократическом обществе общественный контроль — это деятельность прежде всего сформировавшихся институтов гражданского общества, формального и неформального участия в них отдельных граждан и их объединений.

## Типы социального контроля
В зависимости от формализации используемых средств выделяют два типа социального контроля:
- неформальный — используются неформальные (преимущественно моральные) способы регулирования, побуждающие индивидов к интернализации существующих социальных норм посредством процесса, известного как неформальная социализация, действует преимущественно на уровне первичных групп, семейного воспитания и ближайшего социального окружения, в ходе которых происходит усвоение требований общества — социальных предписаний; общественное (коллективное, групповое) мнение, открытость, публичность и гласность — основные инструменты такого контроля общества над поведением социальных слоев и групп;
- формальный применяются формальные (преимущественно правовые, официальные) способы регулирования, для его осуществления вырабатываются особые своды правил, которые носят обязательный характер и их выполнение контролируется официальными органами, учреждениями и должностными лицами.

## Девиантность
Социальное поведение, не соответствующее норме, рассматриваемое большинством членов общества как предосудительное и недопустимое, называется отклоняющимися от нормы, или девиантным. Девиантность не следует понимать как качество конкретного поведения.
Под девиантным поведением в узком понимании подразумеваются такие поведенческие отклонения, которые не влекут за собой уголовного наказания.
Делинквентное поведение — антиобщественное противоправное поведение индивида, воплощенное в его поступках (действиях или бездействии), наносящих вред как отдельным гражданам, так и обществу в целом.

## Социальное взаимодействие и социальный контроль
Исходным моментом для возникновения социальной связи является взаимодействие индивидов или групп индивидов для удовлетворения тех или иных потребностей.
Взаимодействие — это любое поведение индивида или группы индивидов, имеющих значение для других индивидов и групп индивидов или общества в целом в данный момент и в будущем. Категория «взаимодействие» выражает характер содержания отношений между людьми. А также социальными группами как постоянными носителями качественно различных видов деятельности, различающимися по социальным позициям (статусам) и ролям (функциям). Независимо от того, в какой сфере жизнедеятельности общества имеет место взаимодействие, оно всегда социально по своему характеру, так как выражает связи между индивидами и группами индивидов; связи, опосредуемые целями, которые каждая из взаимодействующих сторон преследует.
Социальное взаимодействие имеет объективную и субъективную стороны.

Объективная сторона взаимодействия — это связи, независимые от отдельных личностей, но опосредующие и контролирующие содержание и характер их взаимодействия.

Субъективная сторона взаимодействия — это сознательное отношение индивидов друг к другу, основанное на взаимных ожиданиях соответствующего поведения. Это межличностные отношения, которые представляют собой непосредственные связи и отношения между индивидами, складывающиеся в конкретных условиях места и времени.
Механизм социального взаимодействия включает:
- индивидов (совершающих действия);
- изменения во внешнем мире, вызванные этими действиями;
- влияние этих изменений на других индивидов;
- обратную реакцию индивидов, на которых было оказано воздействие.прим

Под влиянием П. А. Сорокина и Г. Зиммеля взаимодействие в его субъективной интерпретации было принято в качестве исходного понятия теории групп, а затем стало исходным понятием американской социологии. «Главное в социальном взаимодействии — содержательная сторона. Все зависит от индивидуальных и социальных свойств и качеств взаимодействующих сторон.»
Повседневный опыт, символы и значения, которыми руководствуются взаимодействующие индивиды, придают их взаимодействию известное качество. Но в данном случае остается в стороне главная качественная сторона взаимодействия - реальные социальные процессы и явления, которые выступают для людей в виде символов, значений, повседневного опыта.
Способ взаимодействия индивида с другими индивидами и социальным окружением в целом определяет «преломление» социальных норм и ценностей сквозь сознание индивида и его реальные действия на основе осмысления этих норм, а также ценностей.
Способ взаимодействия включает шесть аспектов:
- Передачу информации;
- Получение информации;
- Реакцию на полученную информацию;
- Переработанную информацию;
- Получение переработанной информации;
- Реакцию на эту информацию.